# Equipo de Copa Davis de Islandia
El equipo islandés Copa Davis representa a Islandia en la Copa Davis y se rigen por la Asociación Islandesa de Tenis.

## Historia
Islandia compitió en su primera Copa Davis en 1996. Islandia actualmente compite en la Zona África/Europa del Grupo III.

## Equipo actual
- Magnus Gunnarsson
- Vladimir Ristic
- Rafn Kumar Bonifacius
- Birkir Gunnarsson (capitán)